# Girder

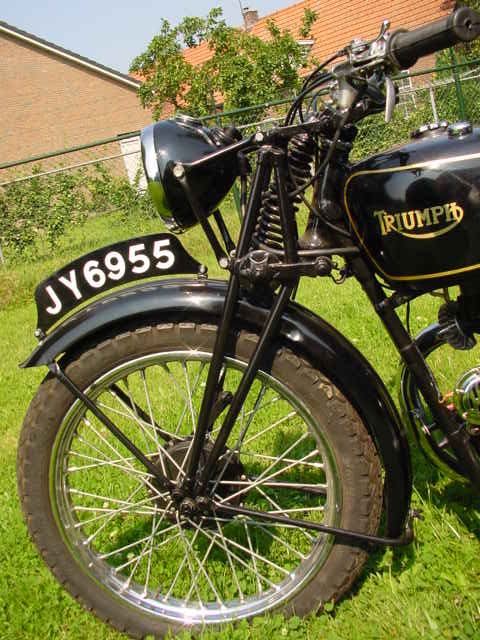
Webbvork op een Triumph uit 1936

Een girder is een parallellogram voorvork met uitwendige veren, die tot in de jaren vijftig werd gebruikt. De Girder had twee schroefveren aan de achterkant van de vork. 
Een Webbvork is een voorvork van het Girder-type, die voor de oorlog in Engeland vaak in motorfietsen werd gebruikt. De Webbvork had een enkele centrale schroefveer aan de voorkant. 